# Blakesburg, Iowa
Blakesburg là một thành phố thuộc quận Wapello, tiểu bang Iowa, Hoa Kỳ. Năm 2010, dân số của thành phố này là 296 người.

## Dân số
Dân số qua các năm:
- Năm 2000: 374 người.
- Năm 2010: 296 người.